# Culiacán Rosales
Culiacán Rosales (röviden Culiacán) a mexikói Sinaloa állam fővárosa és legnagyobb települése. 2010-ben lakossága meghaladta a 675 000 főt, de a bővebb Culiacán községben több mint 858 000-en éltek.

## Földrajz

### Fekvése
Culiacán Mexikó nyugati részén, Sinaloa állam középpontjában, a Nyugati-Sierra Madre hegylánca és a Csendes-óceán között fekszik, utóbbitól körülbelül 50 km távolságra. Maga a város a tenger szinte fölött körülbelül 50 méterrel fekvő, enyhén lejtős területen helyezkedik el, tőle északkeletre már magas hegyvonulatok kezdődnek. Területén folyik össze az északról érkező Humaya és a keletről jövő Tamazula folyó, ezek egyesülve Rosales néven érik el később az óceánt.

### Éghajlat
A város éghajlata forró és átlagosan csapadékos. Majdnem minden hónapban mértek már 40 °C feletti hőmérsékletet, de fagypont alattit még nem, az eddigi melegrekord 46 °C volt. A havi átlagos hőmérsékletek a januári 19,4 és a júliusi 29,8 fok között változnak. Az évi átlagosan 667 mm csapadék időbeli eloszlása rendkívül egyenetlen: míg a három tavaszi hónapban összesen 10 mm eső sem esik, addig a júliustól szeptemberig tartó három hónapos időszakban hull az éves mennyiség 77%-a.
| Hónap                                   | Jan. | Feb. | Már. | Ápr. | Máj. | Jún. | Júl. | Aug. | Szep. | Okt. | Nov. | Dec. | Év   |
| --------------------------------------- | ---- | ---- | ---- | ---- | ---- | ---- | ---- | ---- | ----- | ---- | ---- | ---- | ---- |
| Rekord max. hőmérséklet (°C)            | 41,0 | 42,0 | 39,0 | 41,5 | 41,5 | 45,5 | 42,5 | 46,0 | 41,5  | 41,5 | 42,5 | 37,0 | 46,0 |
| Átlagos max. hőmérséklet (°C)           | 27,8 | 28,9 | 30,5 | 32,8 | 34,9 | 35,9 | 35,5 | 34,8 | 34,4  | 34,2 | 31,5 | 28,2 | 32,5 |
| Átlaghőmérséklet (°C)                   | 19,4 | 20,1 | 21,3 | 23,6 | 26,4 | 29,5 | 29,8 | 29,3 | 29,0  | 27,5 | 23,5 | 20,2 | 25,0 |
| Átlagos min. hőmérséklet (°C)           | 10,9 | 11,3 | 12,1 | 14,5 | 18,0 | 23,2 | 24,1 | 23,8 | 23,6  | 20,7 | 15,6 | 12,2 | 17,5 |
| Rekord min. hőmérséklet (°C)            | 2,0  | 3,0  | 3,0  | 3,0  | 9,0  | 12,0 | 13,0 | 16,0 | 17,0  | 11,0 | 5,0  | 3,0  | 2,0  |
| Átl. csapadékmennyiség (mm)             | 18   | 12   | 3    | 2    | 1    | 20   | 163  | 209  | 142   | 50   | 21   | 26   | 667  |
| Forrás: Servicio Meteorológico Nacional |      |      |      |      |      |      |      |      |       |      |      |      |      |

## Közlekedés
A város nem tartozik a legfontosabb közlekedési csomópontok közé. Összesen egyetlen szövetségi főút, a 15-ös vezet át rajta, mely az északi határon elhelyezkedő Heroica Nogalest köti össze Mexikóvárossal.
Culiacánt érinti a Ferromex kezelésében levő, a Csendes-óceán partvidékén végighaladó vasútvonal is. A város nemzetközi repülőtérrel is rendelkezik, melynek neve Aeropuerto Internacional Federal de Culiacán.

## Népesség
A település népessége igen gyors ütemben növekszik:
| Év   | Lakosság |
| ---- | -------- |
| 1990 | 415 046  |
| 1995 | 505 518  |
| 2000 | 540 823  |
| 2005 | 605 304  |
| 2010 | 675 773  |

## Története
A mai város elődjét még az őslakó indiánok alapították Huey-Culhuacán vagy Colhuacán néven, mely navatl nyelven annyit tesz: Coltzin isten imádóinak helye. A spanyol hódítók, Nuño Beltrán de Guzmán vezetésével nem sokkal megérkezésük után, 1531. szeptember 29-én megalapították San Miguel de Culiacán nevű városukat, mely a következő századok során központjául szolgált a környező területek meghódításának és a kereszténység terjesztésének. A településnek 1763-ban 2216 lakója volt, 1793-ban pedig nevét hivatalosan Villa de Culiacánra változtatták.
Mexikó függetlenségére 1821. október 6-án tettek esküt a városban, mely 1823. július 21-én kapott ciudad rangot. Ekkor vált szét Sonora és Sinaloa is, de az 1824-es alkotmány újraegyesítette őket Nyugati Állam néven (Estado de Occidente), majd 1830-ban ismét szétváltak. Ez év október 13-án lett Culiacán Sinaloa fővárosa, 1831-ben pedig emlékoszlopot emeltek az esemény emlékére a főtéren.
1832-ben jelent meg a város első folyóirata, a Los Grecos, majd 1833-ban kolerajárvány pusztított Culiacánban. Ugyanezen év októberében megnyílt a Keresztelő Szent Jánosról és Aquinói Szent Tamásról elnevezett egyházi iskola. 1834-ben a Carlos Cruz de Echeverría vezette szövetségi hadsereg rátámadt a helyi kormányerőkre. 1842-ben kezdték építeni a város székesegyházát, de az építkezés csak 1885-ben fejeződött be. 1846-tól 1905-ig pénzverde is működött Culiacánban.

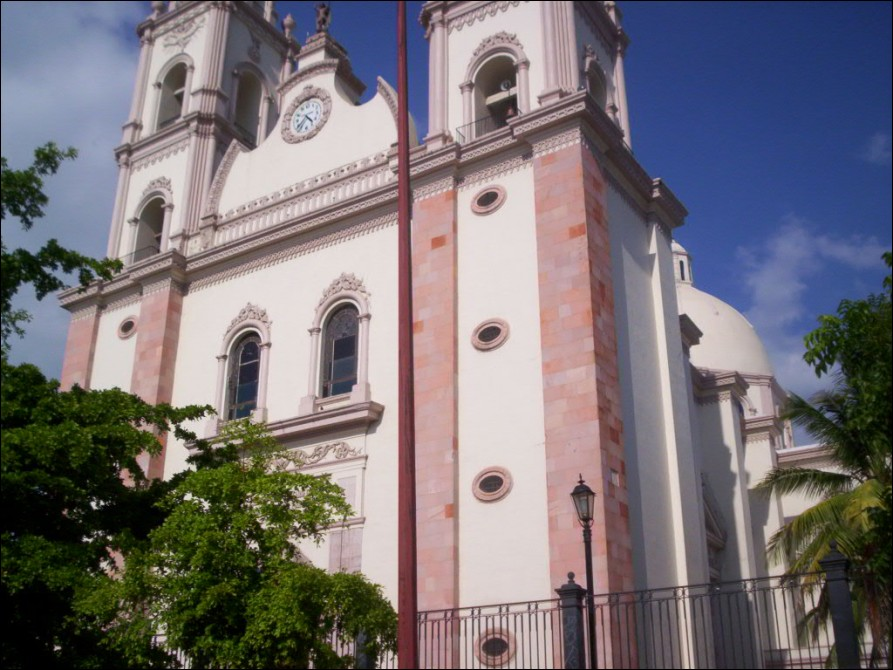
A városi székesegyház

1850. december 23-án, miután Antonio Rosales csapatai szétverték a megszálló francia erőket, a mexikói hadsereg dicsőségesen bevonult a városba. Ez volt a környéken az egyetlen település, melyet nem tudtak bevenni a franciák. 1852 viszont szerencsétlen év volt Culiacán számára: mazatláni szeparatisták dúlták és gyújtották fel a települést, októberben pedig hatalmas hurrikán pusztított. 1858-ban Joaquín Redo y Balmaceda elkezdte felvásárolni a várostól keletre elterülő földeket, később itt hozta létre az állam első cukorgyárát.
A reformháború elérte Culiacánt is: 1872-ben Márquez 1400 emberével támadt rá a városra, ahova előző este érkezett meg Pesqueira tábornok. A támadást visszaverték, Márquezék az El Coloso gyárba és a város keleti felén levő temetőbe húzódtak vissza, majd a harcok még hosszú ideig folytatódtak.
1874-ben nyílt meg a Colegio Civil Rosales, a Sinaloai Autonóm Egyetem elődje, a következő évben pedig először jelent meg a La Sombra de Rosales című irodalmi folyóirat. 1876-ban Donato Guerra 200 gyalogos és 50 lovas katonával a városba érkezett, hogy szembeszálljon az reelekcionista kormány erőivel. 1878-ban vetőmaghiány miatti tüntetések kezdődtek, 1883-ban pedig megnyílt a város első vasútvonala. 1884-ben avatták fel az új főteret, melyet négy év múlva szökőkutakkal is kidíszítettek. 1894-ben avatták fel az Apollóról elnevezett színházat, a következő évben pedig bevezették a városba az utcai villanyvilágítást. 1900-ban kezdték el építeni a Tamazula folyón átívelő Cañedo hidat, 1909-ben pedig újabb vasútvonal érte el a várost.
1910. január 4-én Culiacánba érkezett Francisco I. Madero, hogy megszervezze a helyi antireelekcionista (Porfirio Díaz elnök újraválaszthatóságát ellenző) csoportot. A következő évben Ramón F. Iturbe és Juan M. Banderas maderista csapatai szállták meg a várost és letartóztatták a porfirista Diego Redo Vega kormányzót, az El Coloso textilgyárat és a La Aurora cukorgyárat pedig felgyújtották. Bár először ki akarták végezni, Madero úgy rendelkezett, kíméljék meg az életét. 1913. november 14-én újra forradalmi erők vették be a várost, megszüntetve a huertisták utolsó állásait is a La Lomita-templomban. Venustiano Carranza hamarosan Culiacánba érkezett, hogy segítse egy alkotmányozó nemzetgyűlés létrehozását. Március 5-én a helyi maderisták egy gyűlésen határozatot hoztak, melyben kijelentették, nem ismerik el a huertista rendszert. 1918 nyarán a helyőrség katonái fellázadtak és fosztogatni kezdtek, elfogták Regino Gonzálezt is, de ő megszökött és a megmaradt hű katonák és civilek segítségével pár óra alatt leverte a lázadást.
1924-ben kezdték kiadni a La Opinión című lapot, melyet 1942-ben annak ellenzéki hangvétele miatt Roberto T. Loaiza kormányzó megszüntetett. 1932-ben nyílt meg a Hospital Civil del Estado nevű kórház, bár már akkor működni kezdett, amikor még kész sem volt és fel sem avatták. 1944-ben avatták fel a Tamazula folyón épült Presa Sanalona nevű víztározót, ugyanebben az évben pedig megjelent a La Voz de Sinaloa újság első száma (ez 1977-ig létezett). 1949-ben újabb lappal, az El Diario de Culiacánnal bővült a helyi sajtó, 1956-ban az El Sol de Sinaloával, 1973-ban pedig az El Noroestével.

## Turizmus, látnivalók
A város sok évszázados műemlékekben nem bővelkedik, bár például a 16. századból megmaradt az Imala-templom, inkább a 19. és a későbbi századok építészete határozza meg arculatát. Legjelentősebb épületei az 1842-ben építeni kezdett székesegyház, az egyetem épülete, a Gustavo Garmendia piac, a Jézus Szent Szíve-templom, a La Lomita-templom, a községi palota és az egykori állami kongresszusi székház. A modern építészetet képviseli például a DIFOCUR kulturális központ, a kormányzati palota, az állami kongresszus épülete és a General Ángel Flores stadion.
Számos történelmi személyiségnek állított emlékmű mellett kiemelkedő jelentőségű az a hatalmas országzászló, melynek 75 méter magas rúdján egy 37,5 m × 21,42 m-es zászló lobog.
Itt található az ország egyik legjelentősebb botanikus kertje, ahol több mint 1000 növényfaj él.

## Sport
A városban három jelentős sportegyesület működik: a Dorados de Sinaloa labdarúgócsapat 2016 nyarától a másodosztályú országos bajnokságban szerepel, a Tomateros de Culiacán baseballcsapat a csendes-óceáni térségi bajnokságban (LMP), a Caballeros de Culiacán kosárlabdaklub pedig a CIBACOPA nevű, szintén csendesóceán-partvidéki ligában. A város legjelentősebb stadionja a Dorados otthona, az Estadio Banorte.